# Companhia Riograndense de Saneamento
A Companhia Riograndense de Saneamento - CORSAN é uma empresa criada em 1965 com o objetivo de prestar serviços de saneamento no estado do Rio Grande do Sul. Foi uma empresa estatal de economia mista do Governo do Estado do Rio Grande do Sul até ser privatizada em 2023.

### Tratamento de águas no Rio Grande do Sul pré-Corsan
Os primeiros sistemas públicos de abastecimento de água do Rio Grande do Sul surgiram na segunda metade do século 19. É a fase precursora do saneamento, iniciando-se por Porto Alegre (1864) e Rio Grande (1877) e Pelotas (1913). Nova etapa seria marcada com a entrada do Estado no equacionamento dos problemas sanitários por meio da criação, em 1917, da Comissão de Saneamento vinculada à Secretaria das Obras Públicas. A sua finalidade era orientar, coordenar e fiscalizar a implantação de sistemas de água e esgotos pelos municípios. Destaca-se a contratação de diversos projetos junto ao sanitarista Saturnino de Brito, que realizou os estudos para o abastecimento de água e dos sistemas de esgotos sanitários de Dom Pedrito, Santa Maria, Uruguaiana, Alegrete, Itaqui, Jaguarão, Cachoeira do Sul e São Leopoldo.
Em 1936, a antiga Comissão de Saneamento foi transformada em Diretoria de Saneamento e Urbanismo da Secretaria das Obras Públicas. Pela primeira vez, as prefeituras, através de convênios, concediam ao órgão estadual a responsabilidade direta pela ampliação dos sistemas existentes ou a implantação do serviço. Como consequência, teve início o planejamento do saneamento em nível estadual com a determinação de prioridades, resolvendo, desta forma, muitos problemas críticos de falta de água.
Nessa época, municípios que haviam contraído empréstimos para a implantação dos seus sistemas de água e esgotos, repassaram a atribuição ao governo do Estado, que absorveu também o ônus dos financiamentos. Foi o caso, por exemplo, de Passo Fundo, Santa Maria, Cachoeira do Sul e Cruz Alta.

### Criação da CORSAN
O desenvolvimento do Estado e o crescimento das cidades, com o consequente aumento da demanda por saneamento, levaram o Governo do Estado a optar pela criação de uma empresa estatal para essa área.
A Companhia Riograndense de Saneamento foi criada em 21 de dezembro de 1965 e oficialmente instalada em 28 de março de 1966, sendo esta a data oficial de sua fundação. O desafio de proporcionar ao Rio Grande do Sul e a sua população melhor qualidade de vida foi enfrentado pela empresa que surgia. E a imagem do aguadeiro, que precariamente abastecia as populações no início do século, ficou definitivamente na história.

### Privatização
Em 20 de Dezembro de 2022, o Grupo Aegea Saneamentos arrematou a Corsan com um lance de 4,15 bilhões de reais, em leilão de privatização promovido pelo governo gaúcho na sede da B3, em São Paulo.
No entanto, a transferência das ações está temporariamente impedida por decisão judicial, em razão de uma medida cautelar concedida pelo Tribunal de Contas do Estado (TCE) em 16 de dezembro de 2022, impedindo a assinatura do contrato. Em 7 de julho de 2023, nova decisão liminar liberou a assinatura do contrato.
No dia 7 de julho de 2023, o contrato de venda é assinado e ocorre a transferência da Companhia Riograndense de Saneamento (Corsan) para o grupo Aegea. A assinatura conclui o processo de privatização da companhia, arrematada em leilão em dezembro de 2022 por R$ 4,151 bilhões.
Em 2022, a Corsan atuava em serviços de abastecimento de água e coleta de esgotos em 317 dos 497 municípios do Rio Grande do Sul. A empresa possuía 96,7% de universalização na disponibilidade de água potável nas áreas urbanas administradas e 19% de universalização em esgoto. Atendendo cerca de 6,5 milhões de gaúchos, o que representava 2/3 da população do Estado.
De acordo com os rankings do Trata Brasil, a CORSAN é responsável pelo fornecimento de água e tratamento de esgoto em cidades que estão entre as 100 maiores cidades do País como Santa Maria em 2021 e 2022; e Canoas e Gravataí em 2021, 2022 e 2023.
Alguns Diretores-presidentes da Corsan foram Telmo Kirst (2006-2007) e Roberto Barbuti (2019-2023). Atualmente, em 2024, a presidência é ocupada por Samanta Popow Takimi (2023-atual 2024), funcionária de carreira desde 2012 e a primeira mulher a comandar a companhia.

## Superintendências Regionais[14]
A CORSAN possui nove superintendências regionais que são subordinadas diretamente ao Diretor-presidente:
- Fronteira
- Litoral
- Missões
- Planalto
- Sul
- Sinos
- Central
- Metropolitana
- Nordeste

## Estações de Bombeamento de Esgoto (EBE)
- EBE em Alegrete (3 EBEs)[16]

## Estações de Tratamento de Água (ETA)
- ETA Polo Petroquímico, localizada em Triunfo, que atende essa cidade e Montenegro.[17]
- ETA Capão da Canoa, localizada junto à Lagoa dos Quadros.[18]

## Estações de Tratamento de Esgoto/Efluentes (ETE)
- ETE de Alegrete[16][19]
- ETE de Caçapava do Sul, beneficiando quatro bairros: Vila Henriques, Cidade Jardim, Vila São Domingos e, ainda, parte da Aviação.[20]
- ETE de Quaraí[19]
- ETE de Rosário do Sul[19]
- ETE Araçá, em Capão da Canoa[19]
- ETE Guarani, em Capão da Canoa[21]
- ETE de Imbé (em construção)[22]
- ETE Figueirinha, em Xangri-lá.[23]
- ETE II, em Xangri-lá.[23]
- ETE em Torres[24]
- ETE de Espumoso[19]
- ETE Araucárias em Passo Fundo[19]
- ETE de Uruguaiana[19]
- ETE Santa Terezinha, em Canela[25]
- ETE Dutra, em Gramado[26]
- ETE Ávila, em Gramado[26]
- Sistema Integrado de Tratamento de Efluentes Líquidos do Polo Petroquímico, em Triunfo.[27][28]